# Siegesfürst (Schiff, 1909)
Siegesfürst war der Name eines Fahrgastschiffes in Berlin in der ersten Hälfte des 20. Jahrhunderts.

## Geschichte
Das Schiff wurde 1909 auf der Werft der Gebrüder Maass in Neustrelitz für Robert Kieck gebaut. Dieser betrieb seit 1896 Fahrgastschifffahrt in Berlin. Sein erstes Schiff, die Gertrud, war ebenfalls bei Maass gebaut worden. Als er die Gertrud nach Russland verkaufte, ersetzte er sie durch ein neues Schiff namens Alexander. Siegesfürst und Alexander ähnelten einander äußerlich stark, doch war der Dampfer Alexander kleiner und hatte eine schwächere Maschine.
In der Zeit des Ersten Weltkrieges wurde das Dampfschiff Siegesfürst für Experimente auf dem Müggelsee genutzt. Zwischen dem Dampfer und dem Luftschiff Hansa wurde eine drahtlose Funkverbindung hergestellt, um dann überprüfen zu können, wie sicher bzw. anfällig die Möglichkeit der Nachrichtenübermittlung auf diesem Wege war. 1935 war das Schiff, mittlerweile im Besitz von Ernst Kieck, für den Transport von 310 Personen zugelassen. Ernst Kieck besaß damals auch noch die Schiffe Alexander, Columbus und Poseidon, die alle bereits über einen geschlossenen Aufbau verfügten. 1938 erhielt auch der Dampfer Siegesfürst einen solchen Salonaufbau. Die vier Schiffe der Reederei Kieck hätten, als 1944 wegen Treibstoffmangels Omnibuslinien durch Personenschifffahrt der BVG ersetzt wurden, alle zur Verfügung gestanden, doch wurden die beiden großen Schiffe Poseidon und Columbus hier nicht eingesetzt. Der BVG-Dienst des mit einem Tarnanstrich versehenen Schiffes Siegesfürst dauerte bis zum 12. August 1944. Was später mit dem Dampfer geschah, scheint nicht bekannt zu sein.

## Unfall
Im Juli 1910 kollidierten die Dampfer Siegesfürst und Babelsberg auf der Havel bei Nedlitz miteinander. An Bord der Babelsberg, die innerhalb von fünf Minuten nach dem Zusammenstoß sank, befanden sich Mitglieder des akademischen Turnvereins. Unter den Fahrgästen der Babelsberg brach zwar Panik aus, dennoch konnten sie sich alle auf den schon mit 300 Personen besetzten Dampfer Siegesfürst retten. Der Maschinist der Babelsberg erlitt bei dem Unglück leichte Verletzungen.